# Алфреду-Шавис (Эспириту-Санту)
Алфреду-Шавис (порт. Alfredo Chaves)  —  муниципалитет в Бразилии, входит в штат Эспириту-Санту. Составная часть мезорегиона Центр штата Эспириту-Санту. Входит в экономико-статистический  микрорегион Гуарапари. Население составляет 14 332 человека на 2006 год. Занимает площадь 615,593 км². Плотность населения — 23,3 чел./км².

## История
Город основан 24 января 1891 года. 

## Статистика
- Валовой внутренний продукт на 2003 составляет 47.063.343,00 реалов (данные: Бразильский институт географии и статистики).
- Валовой внутренний продукт на душу населения на 2003 составляет 3.360,71 реалов (данные: Бразильский институт географии и статистики).
- Индекс развития человеческого потенциала на 2000 составляет 0,754 (данные: Программа развития ООН).

## География
Климат местности: горный тропический. В соответствии с классификацией Кёппена, климат относится к категории Cfa.